# Орикола
Орикола (італ. Oricola) — муніципалітет в Італії, у регіоні Абруццо,  провінція Л'Аквіла.
Орикола розташована на відстані близько 50 км на схід від Рима, 50 км на південний захід від Л'Акуїли.
Населення — 1242 особи (2014).
Щорічний фестиваль відбувається 17 травня, 15 серпня. 

## Демографія
Населення за роками:

Станом на 1 січня 2023 року в муніципалітеті офіційно проживало 56 іноземців з 15 країн, серед них 36 громадян країн Євросоюзу.

## Сусідні муніципалітети
- Арсолі
- Карсолі
- Перето
- Ріофреддо
- Рокка-ді-Ботте
- Валлінфреда
- Віваро-Романо